# Кубрава, Беслан Сергеевич
Беслан Сергеевич Кубрава (абх. Беслан Сергеи-иҧа Кәыбраа; род. 25 августа 1960, Ткварчели) — абхазский политик, председатель Государственного комитета Республики Абхазия по управлению государственным имуществом и приватизации (22 июля 2020 — 18 апреля 2025); ранее — руководитель Администрации Президента Республики Абхазия; член Кабинета Министров Республики Абхазия, вице-премьер, министр финансов Республики Абхазия.

## Биография
Родился 25 августа 1960 года в городе Ткварчели, Абхазской АССР.
В 1983 году окончил Ленинградский финансово-экономический институт им. Вознесенского, специальность — экономист широкого профиля. После окончания института работал в г. Ленинграде на различных должностях, занимался вопросами труда и заработной платы.
Прошёл срочную службу в рядах Советской Армии, а по её окончании возвратился в г. Ткварчели, где работал инструктором Горкома партии.
С 1986 по 1989 год — заведующий финансовым отделом Ткварчельского Горисполкома.
С 1989 по 1994 год — начальник налоговой инспекции г. Ткварчели.

## Политическая карьера
С 1994 по 1998 год — председатель налоговой службы Республики Абхазия.
С 1998 по 1999 год — министр экономики Республики Абхазия.
С 1999 по 2001 год — первый вице-премьер Кабинета министров Республики Абхазия.
С 2001 по 2002 год — вице-премьер Кабинета Министров Республики Абхазия.
С мая по декабрь 2002 года — министр экономики Республики Абхазия.
С декабря 2002 по апрель 2003 года — начальник Аппарата Кабинета министров Республики Абхазия.
С апреля 2003 года по настоящее время — кандидат экономических наук, доцент, заведующий кафедрой национальной экономики Абхазского государственного университета.
С 2005 по 2011 год — вице-премьер и министр финансов Республики Абхазия.
С 2011 по 2014 год — руководитель Администрации Президента Республики Абхазия.
Участник грузино-абхазской войны 1992—1993 годов.
Награждён орденом Ахьдз-Апша II степени.
22 июля 2020 года указом президента Республики Абхазия назначен председателем Государственного комитета Республики Абхазия по управлению государственным имуществом и приватизации.

## Семья
Женат, имеет четырёх сыновей.

## Избранные публикации
1. Комплексная оценка устойчивости деятельности банков в условиях интеграции в мировую финансовую систему С. Петербург 2012 г. в соавторстве. Багрецов С. А., Бганба В. Р., Кубрава Б. С.
2. Сборник научных трудов международной конференции «Актуальные вопросы экономической науки: организация системы взаимодействия властных и предпринимательских структур с целью обеспечения экономического развития регионов». Вятская государственная сельскохозяйственная академия г. Киров, 2008 г.